# Павлово (Белозерский район)
Павлово — деревня в Белозерском районе Вологодской области.
Входит в состав Глушковского сельского поселения, с точки зрения административно-территориального деления — в Глушковский сельсовет.
Расстояние по автодороге до районного центра Белозерска составляет 20 км, до центра муниципального образования деревни Глушково — 13 км. Ближайшие населённые пункты — Ленино, Филино, Фокино.
По данным переписи в 2002 году постоянного населения не было.